# François Zimeray

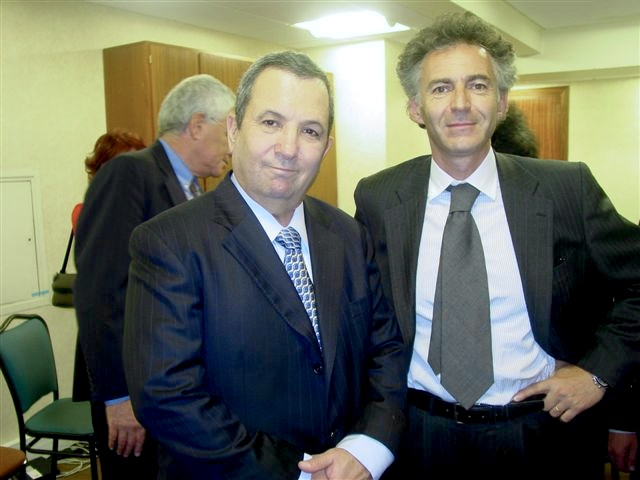
François Zimeray și Ehud Barak (2006)

François Zimeray este un om politic francez, membru al Parlamentului European în perioada 1999-2004 din partea Franței.
1. ↑  Deputații în Parlamentul European